# Lecidella effugiens
Lecidella effugiens är en lavart som först beskrevs av Nilson, och fick sitt nu gällande namn av Knoph & Hertel. Lecidella effugiens ingår i släktet Lecidella och familjen Lecanoraceae.  Arten är reproducerande i Sverige. Inga underarter finns listade i Catalogue of Life.